# Міннібаєво – Іжевськ
Міннібаєво – Іжевськ – газопровід, який забезпечив живлення ряду індустріальних центрів Татарстану та Удмуртії.
У 1964 та 1966 роках стали до ладу третя та четверта черги Міннібаєвського газопереробного заводу, які збільшили його потужність в кілька раз. Це дозволило подати блакитне паливо до нових регіонів, для чого спорудили трубопровід Міннібаєво – Іжевськ. В 1965 (за іншими даними – ще в 1962) році стала до ладу ділянка до міста Заїнськ, де зводили потужну Заїнську ТЕС, а вся система була завершена не пізніше 1976 року. Через відгалуження також отримали газ потужні промислові центри Нижньокамськ (нафтохімічне виробництво, Нижньокамська ТЕЦ-1), Набережні Челни (завод Камаз, Набережночелнинська ТЕЦ), Єлабуга, Мєндєлєєвськ.
Довжина трубопроводу 249 км, він виконаний в діаметрі 530 мм та розрахований на робочий тиск у 5,5 МПа.
Можливо також відзначити, що в 1980-х роках до нижньокамського промислового вузла подали додатковий ресурс по більш потужному трубопроводу Соковка – Нижньокамськ, а до розташованих на північ від Ками районів проклали трубопровід Можга – Єлабуга.